# 北海道札幌方面の資格者配置路線
北海道札幌方面の資格者配置路線（ほっかいどうさっぽろほうめんのしかくしゃはいちろせん）とは、交通誘導警備業務に関し、道路又は交通の状況により、北海道公安委員会が道路における危険を防止するため必要と認める路線である。当該路線で交通誘導警備業務を実施するにあたっては、交通誘導警備業務を実施する場所ごとに、交通誘導警備業務1級検定又は2級検定の合格証明書の交付を受けた警備員を1名以上配置しなければならない。

## 告示・施行
- 2006年12月1日：告示
- 2020年9月29日：改正
- 2021年4月1日：施行

## 路線一覧
|    | 路線名                 | 区間                                   |
| -- | ---------------------- | -------------------------------------- |
| 1  | 国道5号                | 札幌方面に所在する警察署が管轄する地域 |
| 2  | 国道12号               | 札幌方面に所在する警察署が管轄する地域 |
| 3  | 国道36号               | 札幌方面に所在する警察署が管轄する地域 |
| 4  | 国道38号               | 札幌方面に所在する警察署が管轄する地域 |
| 5  | 国道229号              | 札幌方面に所在する警察署が管轄する地域 |
| 6  | 国道230号              | 札幌方面に所在する警察署が管轄する地域 |
| 7  | 国道231号              | 札幌方面に所在する警察署が管轄する地域 |
| 8  | 国道234号              | 札幌方面に所在する警察署が管轄する地域 |
| 9  | 国道235号              | 札幌方面に所在する警察署が管轄する地域 |
| 10 | 国道236号              | 札幌方面に所在する警察署が管轄する地域 |
| 11 | 国道237号              | 札幌方面に所在する警察署が管轄する地域 |
| 12 | 国道274号              | 札幌方面に所在する警察署が管轄する地域 |
| 13 | 国道275号              | 札幌方面に所在する警察署が管轄する地域 |
| 14 | 国道276号              | 札幌方面に所在する警察署が管轄する地域 |
| 15 | 国道336号              | 札幌方面に所在する警察署が管轄する地域 |
| 16 | 国道337号              | 札幌方面に所在する警察署が管轄する地域 |
| 17 | 国道393号              | 札幌方面に所在する警察署が管轄する地域 |
| 18 | 国道451号              | 札幌方面に所在する警察署が管轄する地域 |
| 19 | 国道452号              | 札幌方面に所在する警察署が管轄する地域 |
| 20 | 国道453号              | 札幌方面に所在する警察署が管轄する地域 |
| 21 | 道道小樽定山渓線       | 札幌方面に所在する警察署が管轄する地域 |
| 22 | 道道札幌夕張線         | 札幌方面に所在する警察署が管轄する地域 |
| 23 | 道道旭川芦別線         | 札幌方面に所在する警察署が管轄する地域 |
| 24 | 道道千歳鵡川線         | 札幌方面に所在する警察署が管轄する地域 |
| 25 | 道道苫小牧停車場線     | 札幌方面に所在する警察署が管轄する地域 |
| 26 | 道道当別浜益港線       | 札幌方面に所在する警察署が管轄する地域 |
| 27 | 道道三笠栗山線         | 札幌方面に所在する警察署が管轄する地域 |
| 28 | 道道夕張岩見沢線       | 札幌方面に所在する警察署が管轄する地域 |
| 29 | 道道恵庭栗山線         | 札幌方面に所在する警察署が管轄する地域 |
| 30 | 道道恵庭栗山線         | 札幌方面に所在する警察署が管轄する地域 |
| 31 | 道道岩内洞爺線         | 札幌方面に所在する警察署が管轄する地域 |
| 32 | 道道平取静内線         | 札幌方面に所在する警察署が管轄する地域 |
| 33 | 道道穂別鵡川線         | 札幌方面に所在する警察署が管轄する地域 |
| 34 | 道道岩見沢石狩線       | 札幌方面に所在する警察署が管轄する地域 |
| 35 | 道道西野真駒内清田線   | 札幌方面に所在する警察署が管轄する地域 |
| 36 | 道道白老大滝線         | 札幌方面に所在する警察署が管轄する地域 |
| 37 | 道道札幌環状線         | 札幌方面に所在する警察署が管轄する地域 |
| 38 | 道道室蘭環状線         | 札幌方面に所在する警察署が管轄する地域 |
| 39 | 道道江別インター線     | 札幌方面に所在する警察署が管轄する地域 |
| 40 | 道道岩見沢三笠線       | 札幌方面に所在する警察署が管轄する地域 |
| 41 | 道道宮の沢北1条線      | 札幌方面に所在する警察署が管轄する地域 |
| 42 | 道道前田新川線         | 札幌方面に所在する警察署が管轄する地域 |
| 43 | 道道美唄富良野線       | 札幌方面に所在する警察署が管轄する地域 |
| 44 | 道道樽前錦岡線         | 札幌方面に所在する警察署が管轄する地域 |
| 45 | 道道舞鶴追分線         | 札幌方面に所在する警察署が管轄する地域 |
| 46 | 道道早来千歳線         | 札幌方面に所在する警察署が管轄する地域 |
| 47 | 道道真駒内御料札幌線   | 札幌方面に所在する警察署が管轄する地域 |
| 48 | 道道丘珠空港線         | 札幌方面に所在する警察署が管轄する地域 |
| 49 | 道道下手稲札幌線       | 札幌方面に所在する警察署が管轄する地域 |
| 50 | 道道西野白石線         | 札幌方面に所在する警察署が管轄する地域 |
| 51 | 道道矢臼場札幌線       | 札幌方面に所在する警察署が管轄する地域 |
| 52 | 道道東三川由仁停車場線 | 札幌方面に所在する警察署が管轄する地域 |
| 53 | 道道占冠穂別線         | 札幌方面に所在する警察署が管轄する地域 |
| 54 | 道道中幌向栗沢線       | 札幌方面に所在する警察署が管轄する地域 |
| 55 | 道道苫小牧環状線       | 札幌方面に所在する警察署が管轄する地域 |
| 56 | 道道小樽環状線         | 札幌方面に所在する警察署が管轄する地域 |
| 57 | 道道静内停車場線       | 札幌方面に所在する警察署が管轄する地域 |
| 58 | 道道野幌総合運動公園線 | 札幌方面に所在する警察署が管轄する地域 |